# Grande Prêmio dos Estados Unidos de 1965
Resultados do Grande Prêmio dos Estados Unidos de Fórmula 1 realizado em Watkins Glen em 3 de outubro de 1965. Nona etapa do campeonato, foi vencido pelo britânico Graham Hill, da BRM, que subiu ao pódio ladeado por Dan Gurney e Jack Brabham, pilotos da Brabham-Climax.

## Classificação da prova
| Pos. | Nº | Piloto          | Construtor     | Voltas | Tempo/Diferença | Grid | Pontos |
| ---- | -- | --------------- | -------------- | ------ | --------------- | ---- | ------ |
| 1    | 3  | Graham Hill     | BRM            | 110    | 2:20:36.1       | 1    | 9      |
| 2    | 8  | Dan Gurney      | Brabham-Climax | 110    | + 12.5          | 8    | 6      |
| 3    | 7  | Jack Brabham    | Brabham-Climax | 110    | + 57.5          | 7    | 4      |
| 4    | 2  | Lorenzo Bandini | Ferrari        | 109    | + 1 volta       | 5    | 3      |
| 5    | 14 | Pedro Rodriguez | Ferrari        | 109    | + 1 volta       | 15   | 2      |
| 6    | 10 | Jochen Rindt    | Cooper-Climax  | 108    | + 2 voltas      | 13   | 1      |
| 7    | 11 | Richie Ginther  | Honda          | 108    | + 2 voltas      | 3    |        |
| 8    | 15 | Jo Bonnier      | Brabham-Climax | 107    | + 3 voltas      | 10   |        |
| 9    | 24 | Bob Bondurant   | Ferrari        | 106    | + 4 voltas      | 14   |        |
| 10   | 21 | Richard Attwood | Lotus-BRM      | 101    | + 9 voltas      | 16   |        |
| 11   | 16 | Jo Siffert      | Brabham-BRM    | 99     | + 11 voltas     | 11   |        |
| 12   | 18 | Moisés Solana   | Lotus-Climax   | 95     | + 15 voltas     | 17   |        |
| 13   | 12 | Ronnie Bucknum  | Honda          | 92     | + 18 voltas     | 12   |        |
| Ret  | 4  | Jackie Stewart  | BRM            | 12     | Suspensão       | 6    |        |
| Ret  | 5  | Jim Clark       | Lotus-Climax   | 11     | Motor           | 2    |        |
| Ret  | 9  | Bruce McLaren   | Cooper-Climax  | 11     | Pressão do óleo | 9    |        |
| Ret  | 6  | Mike Spence     | Lotus-Climax   | 9      | Motor           | 4    |        |
| Ret  | 22 | Innes Ireland   | Lotus-BRM      | 9      | Indisposto      | 18   |        |

## Tabela do campeonato após a corrida
|        | Pos. | Piloto         | Pontos  |
| ------ | ---- | -------------- | ------- |
|        | 1    | Jim Clark      | 54      |
|        | 2    | Graham Hill    | 40 (47) |
|        | 3    | Jackie Stewart | 33 (34) |
| 1      | 4    | Dan Gurney     | 19      |
| 1      | 5    | John Surtees   | 17      |
| Fonte: |      |                |         |

|        | Pos. | Construtor     | Pontos  |
| ------ | ---- | -------------- | ------- |
|        | 1    | Lotus-Climax   | 54      |
|        | 2    | BRM            | 45 (61) |
|        | 3    | Ferrari        | 26 (27) |
|        | 4    | Brabham-Climax | 24 (25) |
|        | 5    | Cooper-Climax  | 14      |
| Fonte: |      |                |         |

- Nota: Somente as primeiras cinco posições estão listadas. Apenas os seis melhores resultados de cada piloto ou equipe eram computados visando o título. Neste ponto esclarecemos: na tabela dos construtores figurava somente o melhor colocado dentre os carros de um time. No presente caso, os campeões da temporada surgem grafados em negrito.